# Luis Gabelo Conejo
Luis Gabelo Conejo Jiménez (* 1. Januar 1960 in San Ramón) ist ein ehemaliger Fußballtorwart aus Costa Rica. Er spielte während seiner 17-jährigen Profikarriere hauptsächlich für Ramonense und Albacete. 2009 ernannte ihn der Internationale Verband für Fußballgeschichte und Statistik zum 34. besten Torhüter der Welt für den Zeitraum 1987–2008 und zum siebten in Lateinamerika. Conejo trat mit Costa Rica bei der Weltmeisterschaft 1990 an.

## Vereinskarriere
Luis Gabelo Conejo gab am 27. November 1981 sein Profidebüt für Asociacion Deportiva Ramonense gegen C.S. Herediano. Während seiner achtjährigen Zeit erzielte er fünf Ligatore. 1989 wechselte er zu C.S. Cartaginés und später zum spanischen Klub Albacete Balompié. Hier wurde Conejo schnell zum Idol, als sie 1991 zum ersten Mal die La Liga erreichten. Er gab sein Debüt im Wettbewerb am 1. September 1991 beim 2:0 gegen CA Osasuna und beendete die Saison mit 33 Einsätzen.
Nach einem Jahr als Backup in Albacete kehrte Conejo zu C.S. nach Costa Rica zurück. Nach einer Saison bei Herediano beendete er 1996 im Alter von 37 Jahren seine Karriere. Er hatte sich davor bereits schon in den Jahren 1992, 1993 und 1995 vom Sport zurückgezogen. Sein letztes Ligaspiel bestritt er am 2. April 1997 gegen Puntarenas FC.

## Internationale Karriere
Conejo gab sein Debüt für Costa Rica 1987 in einem Freundschaftsspiel gegen Südkorea und bestritt insgesamt 29 Länderspiele. Er trat für sein Land in zehn WM-Qualifikationsspielen an und vertrat es beim CONCACAF Gold Cup 1991.
Conejo erhielt internationale Anerkennung während der Weltmeisterschaft 1990: In drei Spielen kassierte er nur zwei Gegentore. Mit seinen heroischen Paraden gegen Schottland, Brasilien und Schweden ermöglichte er seiner Mannschaft, die zweite Runde zu erreichen. In der Achtelfinal-Begegnung gegen die Tschechoslowakei wurde er wegen einer Verletzung durch Hermidio Barrantes ersetzt. Sein Team schied aus, trotzdem schaffte er es, zusammen mit dem Argentinier Sergio Goycochea ins All-Star Team des Turniers gewählt zu werden.
Conejos letztes Länderspiel war 1991 ein Gold-Cup-Spiel gegen Mexiko. Anschließend arbeitete er für die Nationalmannschaft als Torwarttrainer.